# Icosaedrite
L'icosaedrite è stato il primo quasicristallo scoperto in natura. Ha la composizione Al63Cu24Fe13 ed è un minerale approvato dall'International Mineralogical Association nel 2010

. La sua scoperta ha fatto seguito a una ricerca sistematica durata 10 anni da parte di un team internazionale di scienziati guidati da Luca Bindi e Paul Steinhardt per trovare il primo quasicristallo di origine naturale che molti scienziati erano convinti che non potesse esistere. La sua scoperta ha fatto seguito a una ricerca sistematica durata 10 anni da parte di un team internazionale di scienziati guidati da Luca Bindi e Paul Steinhardt per trovare il primo quasicristallo di origine naturale che molti scienziati erano convinti che non potesse esistere.

## Origine e giacitura
È stato scoperto in piccoli grani esaminando un piccolo campione etichettato khatyrkite (numero di catalogo 46407 / G, ospitato nel Museo di Storia Naturale dell'Università di Firenze. Il campione era stato raccolto da un affioramento di serpentinite alterata nella zona di Khatyrka dell'area Koryak-Kamchatka, nell'estrema Siberia . Il campione di roccia contiene anche spinello, diopside, forsterite, nepheline, sodalite, corundum, stishovite, khatyrkite, cupalite [ e una lega AlCuFe senza nome. Le prove dimostrano che il campione è in realtà di origine extraterrestre, consegnato alla Terra da un asteroide condrite carbonioso CV3 di 4,5 miliardi di anni. Una spedizione geologica ha identificato il luogo esatto della scoperta originale e ha trovato altri esemplari del meteorite.  La stessa fase quasicristallina di Al-Cu-Fe era stata precedentemente creata in laboratorio alla fine degli anni 1'80 in un laboratorio giapponese.
Il concetto di quasicristalli – insieme al termine – è stato introdotto per la prima volta nel 1984 da Steinhardt e Dov Levine, entrambi allora all'Università della Pennsylvania. Il primo quasicristallo sintetico, una combinazione di alluminio e manganese, è stato riportato nel 1984 dallo scienziato israeliano dei materiali Dan Shechtman e colleghi del National Institute of Standards and Technology degli Stati Uniti, una scoperta per la quale Shechtman ha vinto il Premio Nobel perla chimica nel 2011.